# سناریکا
سناریکا (انگلیسی: Senarica) یک روستا در ناحیه آبروزو در مرکز ایتالیا است. سناریکا با جمعیتی کمتر از ۳۰۰ نفر، حدود چهار قرن تا پایان قرن هجدهم یک جمهوری مستقل بود.

## تاریخچه
سناریکا و روستای همسایه پوجیو اومبریکیو در حدود سال ۱۳۴۳ میلادی مستقل شدند، زمانی که ملکه جوآنا اول ناپل به دلیل مخالفت شدید ساکنان با نیروهای دشمن تحت فرماندهی آمبروجیو ویسکونتی، خویشاوند لرد لوچینو اول ویسکونتی، به این منطقه استقلال داد. حاکمان سناریکا که تحت تأثیر شکوه و جلال جمهوری ونیز قرار گرفته بودند، حکومت جمهوری مشابهی را اتخاذ کردند. فردیناند چهارم پادشاه ناپل به وجود جمهوری مستقل اعتقادی نداشت و برخی از مقامات را برای تحقیق به سناریکا فرستاد. او با هدایت نخست‌وزیر برناردو تانوچی، دستور الحاق آن را صادر کرد.

## نام خانوادگی
سناریکا به عوان نام خانوادگی استفاده می‌شود. یکی از اعضای خانواده پیرو سناریکا بازیگر خردسال ایتالیایی است.